# Volldampf – Das Schweizer Eisenbahn TV-Magazin
Volldampf – Das Schweizer Eisenbahn TV-Magazin ist eine seit 2006 auf dem Schweizer Fernsehsender Telebasel ausgestrahlte Sendereihe mit dem Schwerpunkt Eisenbahn. In über 50 Sendungen präsentiert "Volldampf" kompakt verpackt in fünf Minuten Geschichten aus der Welt der Eisenbahn. Schwerpunktmässig wird über Eisenbahnen aus der Schweiz oder dem angrenzenden Ausland berichtet. Jedoch realisierte das Volldampf Team auch schon Sendungen über die Jing-Peng Bahn in China oder eine niederländische Museumsbahn.

## Geschichte
Am 8. Mai 2006 ging um 17.05 Uhr zum ersten Mal "Volldampf" über den Sender von telebasel. Thema der ersten Sendung war ein Porträt über die Kandertalbahn in Südbaden. Die Lancierung der Sendereihe löste auch bei anderen Fernsehsender Interesse aus. Zwischen 2006 und 2009 wurde "Volldampf" auf dem Ostschweizer Sender Tele Top ausgestrahlt. Zudem kamen ab 2008 auch einzelne Volldampf-Beiträge innerhalb der Sendereihe "Bahnen der Welt" des deutschen Senders Bahn TV zur Ausstrahlung. Seit 2013 sind die Sendungen auch im Lokalfernsehen Lyss und Umgebung "LOLY" zu sehen. 2015 begleitete Volldampf das Volldampf-Team die Reise der SBB Krokodillokomotive Ce 6/8II 14305 von Olten nach Gävle in Schweden. Für SBB Historic wurde ein 45-minütiger Film über die "Schwedenfahrt" realisiert. Seit 2016 werden die Sendungen nur noch via YouTube verbreitet. Für das Schweizer Modellbahnmagazin LOKI werden seit 2021 Videobeiträge produziert.

## Produktion
Bereits ab der 2. Staffel im Jahr 2007 wechselte "Volldampf" als eine der ersten Schweizer Fernsehsendungen auf das Breitbildformat 16:9. Seit 2009 wird die Sendereihe zudem in HDTV produziert, die Ausstrahlung in HD wurde 2015 aufgenommen.